# Cuéllar (Gerichtsbezirk)
Der Gerichtsbezirk Cuéllar ist einer der fünf Gerichtsbezirke in der Provinz Segovia.
Der Bezirk umfasst 32 Gemeinden auf einer Fläche von 1.184,84 km² mit dem Hauptquartier in Cuéllar.

## Gemeinden
| Gemeinde                      | Einwohner (2024) | Fläche km² | Dichte Einw./km² | Cod INE | Postleitzahl |
| ----------------------------- | ---------------- | ---------- | ---------------- | ------- | ------------ |
| Adrados                       | 123              | 18,19      | 7                | 40003   | 40354        |
| Aguilafuente                  | 564              | 60,57      | 9                | 40004   | 40340        |
| Chañe                         | 741              | 35,26      | 21               | 40065   | 40216        |
| Cozuelos de Fuentidueña       | 105              | 15,24      | 7                | 40902   | 40354        |
| Cuéllar                       | 9.530            | 217,41     | 44               | 40063   | 40200        |
| Fresneda de Cuéllar           | 170              | 11,56      | 15               | 40078   | 40217        |
| Frumales                      | 120              | 27,66      | 4                | 40081   | 40298        |
| Fuente el Olmo de Fuentidueña | 395              | 31,18      | 13               | 40083   | 40359        |
| Fuente el Olmo de Íscar       | 45               | 7,80       | 6                | 40084   | 40218        |
| Fuentepelayo                  | 772              | 30,90      | 25               | 40086   | 40260        |
| Fuentepiñel                   | 68               | 12,03      | 6                | 40087   | 40358        |
| Fuentesaúco de Fuentidueña    | 223              | 25,85      | 9                | 40089   | 40355        |
| Gomezserracín                 | 625              | 30,26      | 21               | 40095   | 40240        |
| Hontalbilla                   | 299              | 38,36      | 8                | 40100   | 40353        |
| Lastras de Cuéllar            | 307              | 65,42      | 5                | 40110   | 40352        |
| Mata de Cuéllar               | 263              | 20,08      | 13               | 40124   | 40214        |
| Membibre de la Hoz            | 43               | 15,68      | 3                | 40127   | 40234        |
| Navalmanzano                  | 1.044            | 32,79      | 32               | 40141   | 40280        |
| Navas de Oro                  | 1.274            | 62,27      | 20               | 40145   | 40470        |
| Olombrada                     | 503              | 66,51      | 8                | 40149   | 40220        |
| Perosillo                     | 20               | 10,12      | 2                | 40158   | 40354        |
| Pinarejos                     | 194              | 29,72      | 7                | 40159   | 40296        |
| Pinarnegrillo                 | 96               | 19,52      | 5                | 40160   | 40294        |
| Remondo                       | 316              | 8,47       | 37               | 40166   | 40216        |
| Samboal                       | 461              | 47,46      | 10               | 40176   | 40442        |
| San Cristóbal de Cuéllar      | 154              | 14,76      | 10               | 40177   | 40212        |
| San Martín y Mudrián          | 251              | 42,56      | 6                | 40182   | 40295        |
| Sanchonuño                    | 1.027            | 29,27      | 35               | 40179   | 40297        |
| Torrecilla del Pinar          | 179              | 19,61      | 9                | 40204   | 40359        |
| Vallelado                     | 728              | 36,84      | 20               | 40219   | 40213        |
| Villaverde de Íscar           | 593              | 27,80      | 21               | 40228   | 40219        |
| Zarzuela del Pinar            | 408              | 17,76      | 23               | 40234   | 40293        |
| Gerichtsbezirk Cuéllar        | 21.641           | 1.184,84   | 18               | –       | –            |

Auf dem Gebiet des Gerichtsbezirk befinden sich noch das gemeindefreie Gebiete Común Grande de las Pegueras auf einer Gesamtfläche von 55,93 km².